# Demosistō
Demosistō (香港眾志S) è stata un'organizzazione politica che sosteneva l'autodeterminazione di Hong Kong.

## Fondazione
Istituita il 10 aprile 2016 come partito politico, è guidata dagli ex leader dello "Scolarismo", Joshua Wong e Agnes Chow, insieme all'ex segretario generale Nathan Law della HKK (Hong Kong Federation of Students) e al vice segretario generale Chris Kwok Hei Yiu. Lo Scolarismo e la Federazione degli Studenti di Hong Kong (HKFS) sono stati i due gruppi di attivisti studenteschi che hanno svolto un ruolo fondamentale nelle proteste di 79 giorni conosciute come Rivoluzione degli ombrelli del 2014. Il segretario generale Joshua Wong era a capo dell'organizzazione.
Demosistō chiedeva l'impiego di un referendum per determinare la sovranità di Hong Kong con l'obiettivo di ottenere l'autonomia dopo il 2047, quando il principio costituzionale: “una Cina, due sistemi”, come affermato nella Dichiarazione congiunta sino-britannica e la legge fondamentale di Hong Kong, non saranno più validi. L'organizzazione ha ottenuto un seggio alle Elezioni legislative di Hong Kong 2016 e il suo presidente, il ventitrenne Nathan Law è diventato il candidato più giovane mai eletto. Nel 2017, Law è stato cacciato dal Consiglio legislativo a causa della controversia sui giuramenti ed è stato arrestato insieme a Joshua Wong per l'attentato alla Civic Square durante la Rivoluzione degli ombrelli.

## Ideologia
I principali obbiettivi del gruppo "Demosistō" erano:
- L'autodeterminazione: Demosistō mirava a raggiungere l'"autodeterminazione democratica" di Hong Kong e aspira all'autonomia politica ed economica di Hong Kong da quella che chiamano l'"oppressione del Partito Comunista Cinese (CCP) e l'egemonia capitalista";
- Lo sviluppo della società civile: Demosistō voleva incoraggiare gli hongkonghesi a discutere sulle loro opinioni politiche e che i giovani sviluppino partiti e movimenti civili;
- L'uguaglianza e giustizia, fiducia delle persone e molteplicità: Demosistō credeva che gli hongkonghesi siano in grado di rendere Hong Kong una città di molteplicità con valori di giustizia ed uguaglianza.[4]
- La "Battaglia" per una legislazione democratica che ispiri i movimenti civili: Ivan Lam, che è succeduto a Nathan Law a maggio 2018 come presidente, ha affermato che il gruppo si sarebbe preparato per "combattere" per una legislazione democratica a Hong Kong, il che significa, ad esempio, combattere per l'articolo 23 della legge fondamentale di Hong Kong (un disegno di legge controverso sull'articolo 23 causò proteste di massa nel 2003) o sul disegno di legge sull'impiego dell'inno della Repubblica Popolare Cinese ad Hong Kong. Allo stesso tempo, a maggio 2018, Demosistō ha cambiato il suo status da partito a gruppo, quando i suoi candidati sono stati banditi dalle elezioni nel Consiglio legislativo di Hong Kong.[5]

## Vertici del partito

### Presidente
- Nathan Law, 2016-2018
- Ivan Lam, 2018-2020

### Vicepresidente
- Oscar Lai, 2016-17
- Tiffany Yuen, 2017–18
- Issac Cheng, 2019-presente

### Segretari generali
- Joshua Wong, 2016-presente

### Vice segretari generali
- Agnes Chow, 2016-17
- Kwok Hei-yiu, 2017–18
- Chan Kok-hin, 2018-presente

## Risultati elettorali
| Elezione | Voti popolari | % dei voti popolari | Seggi nelle CG | Seggi nella CF | Seggi totali | +/− | Posizione |
| -------- | ------------- | ------------------- | -------------- | -------------- | ------------ | --- | --------- |
| 2016     | 50.818        | 2,34                | 1              | 0              | 1 / 70       | 1   | 10º       |